# 替え唄メドレー
『替え唄メドレー』（かえうたメドレー）は、嘉門タツオ（旧名・嘉門達夫）のシングルである。
ここでは、嘉門のネタであり、多くの派生バージョンをリリースしている「替え唄メドレーシリーズ」全体についても記述する。

## 解説
嘉門のレパートリーの一つである替え歌メドレー集である。嘉門の楽曲の中で最大のヒットを記録した。1991年の第1弾が好評であったため、同年に「替え唄メドレー2」を、翌年には「完結篇」と銘打って「替え唄メドレー3 (完結篇)」をリリースした。「完結篇」をリリースした後も、続編を発表し続けている。
基本的な構成は、冒頭のネタのあとに「替え唄メドレーのテーマ」が出て、替え歌がメドレー形式で流れたのちに「替え唄メドレーエンディングテーマ」（「替え唄メドレーのテーマ」の歌詞違い。以下両者ともメインテーマで統一）と、ネタフレーズで締めくくる（「替え唄メドレー2」以降は締めの替え歌も入る）。ただし、「替え唄メドレー〜紅白バージョン〜」にはメインテーマが存在せず、「TK替え唄メドレー」以後は「CM替え唄メドレー」と「替え唄メドレー2005」を除きメインテーマは使われなくなり、自由な構成となっている。替え唄メドレー以外においても、自作のショートソングのメドレーである「ショートソングメドレー」（「鼻から牛乳-第2章-」のカップリング）にも「替え唄メドレーのテーマ」が使用されている。
1992年（平成4年）の『第43回NHK紅白歌合戦』にて1～3から商品名を使ったものなどを省き、「歌が途中で変わるシリーズ」も含めて1曲にまとめた「替え唄メドレー〜紅白バージョン〜」を歌唱した。

## 著作権問題などに関して
「替え唄メドレー」シリーズは多数の楽曲を扱っており、CDなど音源としてリリースする場合は原曲の著作権者（作曲者・作詞者・歌唱者）の許可を得ている。さらに替え歌の歌詞の中に人物名、商標といった固有名詞が登場した場合、その関係者（人物本人や権利保有者等）にも許可を得ている。リリース音源に収録された替え歌は原曲に対しての「カバー曲」扱いになっており、JASRACでは楽曲情報の「アーティスト名一覧」の項目に「嘉門タツオ」「嘉門達夫」の表記が記載されている。
逆に「著作権処理が困難」「作詞・作曲の本人が拒否」「歌詞に氏名が出てくる本人が拒否」などの事情によって、CD化には至らない曲もある。許可の範囲は人それぞれであり、全面的許可をする者、歌詞の差し替えを条件に許可をする者、ライブで歌うことのみ許可をする者、一切歌うことを拒否する者まで様々である。当然ながら許可を得られなかった場合には公の前で歌唱は不可能となり、日の目を見なかったお蔵入り曲も多数ある。このような複雑な手続きを処理しなければならないため、嘉門本人も「替え歌をリリースする時、一番大変なのが関係各所に権利関係の許諾を取ること」と発言したことがある。その他、時事問題（小保方晴子や森友学園問題）は許可を取っているとブームが過ぎてしまうので、ライブ限定になっている。
また著作権問題ではないが、NHKで放送する際に、CM曲の使用や商品名などの歌詞が障害となったことがある。『愉快にオンステージ』（1992年1月30日放送）に嘉門が出演した際には「3」発売後だったが、「3」がCM曲を含んでいることから「2」を披露している。前述の紅白バージョンではそうした影響が無い替え歌で構成されている。

## 許可取得に関するエピソード

### 許可が下りた事例
許可を出した有名な人物として、嘉門の恩人でもある桑田佳祐率いるサザンオールスターズ（原由子含む）や小室哲哉が挙げられる。この2組は非常に協力的であり、嘉門は桑田が歌唱する楽曲のメドレーで1曲の替え歌にした「サザン替え唄大メドレー」、小室ブームの真っ只中に小室が製作した楽曲のメドレーで1曲の替え歌にした「TK替え唄メドレー」も発売している（ちなみに嘉門のイニシャルもTKである）。その他、米米CLUB、GLAYなどからも快く許可が下りた。槇原敬之は、自作曲を使ってくれと要望があったといい、秋元康も協力的であり、AKB48に替え歌指導をしたこともある。
井上陽水の「リバーサイドホテル」の替え歌で八代亜紀の厚化粧をネタにした際は（第1弾に収録）、八代の事務所からの許可は下りたものの、マネージャーから「うちの八代は化粧薄いんですよ」と言われたという。
事務所との交渉ではNGだったが、本人との直接交渉で同意が得られた事例がある。主なミュージシャンでは山下達郎がいる。また、サザンオールスターズの「チャコの海岸物語」の替え歌の歌詞に中井貴一が登場したときの話（第1弾に収録）で、CD化に当たってサザンの方からはすぐ許可を貰ったが、中井の事務所からはすぐには許可が下りなかったという。その他、「大きな栗の木の下で」の替え歌の歌詞に木の実ナナが登場したとき（「替え唄メドレー3（完結編）」に収録）に木の実に許可を得たところ、快諾した上に「嘉門が私の事を歌ってくれる」と大喜びで知人に宣伝までしてくれたという。

### 許可が下りなかった事例
かつて嘉門自身も在籍していたコロムビアの専属楽曲や、ビーイングに所属する歌手たちの曲は、ほとんど許可が下りずCD化されていない。大相撲の力士の名前を織り込んだ替え歌も、日本相撲協会から許可が下りずCD化されていない。ただし、「横綱」「力士」といった四股名を特定しない歌詞については、多くのシリーズで替え歌が歌われている。
CMソングの替え歌は、企業イメージや商品イメージを損なうものとして、許可をもらうのが難しいという（嘉門本人談）。ローソンのCMソング「開いてます、あなたのローソン」の替え歌として「閉まってます、田舎のローソン」という内容の曲をローソンに提示したところ、「うちは田舎でも開いてます!」と一喝された。この他、シオノギ製薬の「セデス」の「痛くなったら、すぐセデス」のフレーズを「臭くなったら、そりゃ屁です」と替えて許可を得ようとしたものの、同担当者から「お断りさせて頂きます」と返答に遭い、許可が下りなかったこともある。洋服の青山では重役会議に招聘されて「要するにアホやわ〜」と披露したものの許可が下りなかった。また、味の素「ほんだし」のCMソングを替え歌にした時（「3」に収録）には、CDリリースの許可を得ると同時にCMソング自体が変更された。
日本以外の人物との交渉は、日本語歌詞とそのニュアンスが作者に理解してもらうのが難しいため、洋楽の替え歌はライブやテレビ出演時に歌うのみで、発売には至っていない。ビートルズの「イエロー・サブマリン」のサビ部分を「理科室に蛇のホルマリン」としたが、相手側には伝わらなかった。また、「ハッピーバースデートゥーユー」を「履きまっせ、クツ〜、履きまっせ、下駄〜、履きまっせ、ロンドンブーツ〜、履きまっせ、草履」としたところ、著作者から「歌詞を英訳して送ってほしい」と頼まれ「靴を履きます」などと英訳したところ著作者から「意味がわからない」と拒否されたと、嘉門本人が語っていた。
洋楽の替え唄を歌う場合は「洋楽の替え唄」ではなく「外国の歌に、でたらめな日本語の歌詞をのせて歌ってしまうシリーズ」として披露している。
岸田敏志の「きみの朝」のサビをムーミンに結びつけてカバだと歌おうとしたところ、岸田の了解はとれたが、ムーミン原作者のトーベ・ヤンソンの関係者から「ムーミンはカバではない」と一蹴された。それを聞いた嘉門側が「カバではないとしたら、ムーミンは何なんですか?」と聞いたところ、「ムーミンは、ムーミンなんです」との答えが返って来た。その後、「きみの朝」の替え歌は別のフレーズで「青春フォーク替え唄メドレー」に収録された。
こういった収録できなかった作品は、ライヴやテレビ番組にゲスト出演した際に披露されることがある。

### 特殊な事例
アーティストによっては、自らの思い入れが特に強い曲など「特定の楽曲のみ許可を出さない」といったパターンもある。代表例としては松任谷由実が「卒業写真」のみ許可を出さなかった例がある。ただし、これもライブ限定で「歌が途中で変わるシリーズ」の一つとして、「アデランス」のサウンドロゴと繋げて歌われることがあり、なべやかんの替え玉受験騒動があった頃には歌詞の「卒業写真」の箇所を「入学願書」に変えてアレンジした替え歌をライブで披露している。「恋人がサンタクロース」「守ってあげたい」「春よ、来い」など他の曲については許可が下りCD化されている。
遅れて許可が下りるケースもあり、沢田知可子の「会いたい」の替え歌は「3」に入れる予定であったが、作詞者の沢ちひろから「大ヒットしているから今は止めて欲しい」と言われ、やむを得ず「帰ってきた替え唄メドレー4」に入れた。
村田英雄の「王将」の歌詞の「吹けば飛ぶような」を「アデランス」のサウンドロゴと繋げて歌おうとしたが、アデランス側から「企業イメージに関わる」として断られた。しかし、それ以外の曲を繋げて歌う事は承諾され、「デュエット替え唄メドレー」に収録された。
本人から許可をもらった後に、レコ倫からCD化を拒否されたという事例もある。松任谷由実の「恋人がサンタクロース」の替え唄で、オスマン・サンコンを（むろん松任谷、サンコン共に公認）ネタにしていたが、最後の部分が当初「雪の上で目立つ（肌の色が黒いため）」という歌詞だったが、人種差別になりかねないとの理由で拒否されたと嘉門本人が語っていた。

## シリーズ一覧
| タイトル                     | 使用曲 | 編曲                      | レーベル         | 収録音源 | 備考                                                                                 |
| 替え唄メドレー               | * リバーサイドホテル * リゾ・ラバ -Resort Lovers- * プレゼント (JITTERIN'JINNの曲) * ろくなもんじゃねえ * クリスマス・イブ (山下達郎の曲) * 真夏の果実 * 今すぐKiss Me * 飾りじゃないのよ涙は * Diamonds (プリンセス プリンセスの曲) * ハイティーン・ブギ (曲) * プレイバックPart2 * 港のヨーコ・ヨコハマ・ヨコスカ * 神田川 (曲) * チャコの海岸物語 * ダンスはうまく踊れない * メロディ (サザンオールスターズの曲) * M * そんなヒロシに騙されて * ミス・ブランニュー・デイ * 恋人がサンタクロース * FUNK FUJIYAMA * ソーラン節 * TRAIN-TRAIN * いとしのエリー | 新田一郎                  | ビクター音楽産業 | * シングル * ベストアルバム『THE BEST OF KAMON TATSUO』 * ベストアルバム『The Very Best Of KAEUTA MEDLEY』 * ベストアルバム『TATSUO KAMON 25th anniversary SELF COVER BEST!』(セルフカバー) * ベストアルバム『ゴールデン☆ベスト』 * ベストアルバム『嘉門達夫BOX 怒濤のビクター・シングルス』 | セールス82万枚を記録し、嘉門自身最大のヒット曲となる）                               |
| 替え唄メドレー2              | * 函館の女 * ジュリアに傷心 * あいにきて I・NEED・YOU! * 渚のはいから人魚 * 心の旅 (チューリップの曲) * 男と女のラブゲーム * カルメン'77 * 魔法使いサリーのうた * 暑中お見舞い申し上げます * 守ってあげたい * 女ひとり * 浦島太郎 * 北海盆唄 * ハクション大魔王の歌 * 『いちご白書』をもう一度 * ラブ・ストーリーは突然に * ルビーの指環 * じんじん (原由子の曲) * BE MY BABY * いい湯だな * 昴 (谷村新司の曲) * UFO (ピンク・レディーの曲) | 新田一郎                  | ビクター音楽産業 | * シングル * ベストアルバム『THE BEST OF KAMON TATSUO II』 * ベストアルバム『The Very Best Of KAEUTA MEDLEY』 * ベストアルバム『ゴールデン☆ベスト』 * ベストアルバム『嘉門達夫BOX 怒濤のビクター・シングルス』                                                                               |                                                                                      |
| 替え唄メドレー3 (完結編)     | * 「ほんだし」CF曲 * 艶姿ナミダ娘 * わたしの青い鳥 * 応援歌、いきます * 「丸大ハンバーグ」CF曲 * 大きな栗の木の下で * 与作 * いとまきのうた * おお牧場はみどり * 春一番 (キャンディーズの曲) 歌が変わるシリーズ** 瀬戸の花嫁～キャンディ♡キャンディ ** FUNK FUJIYAMA～かたつむり（唱歌） ** 渚のシンドバッド～ブルドッグ (フォーリーブスの曲) ** 天才バカボン (曲)～「アクロン (洗剤)」CF曲 * グッド・ナイト・ベイビー * ブルー・ライト・ヨコハマ * ふれあい (曲) * WON'T BE LONG * ネオ・ブラボー!! * 星屑のステージ * P.S. I LOVE YOU * 勝手にしやがれ (沢田研二の曲) | 新田一郎                  | ビクター音楽産業 | * シングル * ベストアルバム『THE BEST OF KAMON TATSUO II』 * ベストアルバム『The Very Best Of KAEUTA MEDLEY』 * ベストアルバム『ゴールデン☆ベスト』 * ベストアルバム『嘉門達夫BOX 怒濤のビクター・シングルス』                                                                               | オリコン初登場3位。ゲストDJ:光岡ディオン、ゲスト出演:荒井注。                        |
| 替え唄大メドレー             | * 替え唄メドレー * 替え唄メドレー2 * 替え唄メドレー3 (完結編) | 新田一郎                  | ビクター音楽産業 | * アルバム『天賦の才能』 | 上記3作品を新たに1曲のメドレーにしてまとめ、荒井注のセリフも異なる。                 |
| 帰ってきた替え唄メドレー4    | * にっぽん昔ばなし * ああ人生に涙あり * ウルトラマンタロウ * DESIRE -情熱- * 異邦人 -シルクロードのテーマ- * 幸せになってね * オリビアを聴きながら * なごり雪 * 赤いスイートピー 歌が変わるシリーズ ** 狙いうち～いぬのおまわりさん ** 七つの子～かあさんの歌 ** 証城寺の狸囃子～「ドリフ大爆笑」テーマ曲 ** ひと夏の経験～およげ!たいやきくん * 三百六十五歩のマーチ * どんなときも。 * ハートのエースが出てこない * 阿波踊り * 森のくまさん (曲) * 会いたい (沢田知可子の曲) * SAY YES * 蛍の光 | 新田一郎                  | ビクター音楽産業 | * シングル「鼻から牛乳」カップリング * アルバム『怒濤の達人』 * ベストアルバム『The Very Best Of KAEUTA MEDLEY』 * ベストアルバム『ゴールデン☆ベスト』 * ベストアルバム『嘉門達夫BOX 怒濤のビクター・シングルス』                                                                            | ゲストDJ:光岡ディオン。                                                              |
| デュエット替え唄メドレー     | * 赤い風船 (浅田美代子の曲) * そしてどうするの? * 別れても好きな人 * 男と女のラブゲーム * カナダからの手紙 * ラヴ・イズ・オーヴァー * 冬の稲妻 歌が変わるシリーズ ** 月光仮面は誰でしょう～行け!タイガーマスク ** 花嫁 (はしだのりひことクライマックスの曲)～行け!タイガーマスク ** サウスポー (ピンク・レディーの曲)～行け!タイガーマスク ** 待つわ～行け!タイガーマスク ** てんとう虫のサンバ～ドナドナ ** おうま～ドナドナ ** こまっちゃうナ～ドナドナ ** グリーングリーン～ドナドナ ** ウルトラマンタロウ～「アデランス」CFサウンドロゴ ** わたしの彼は左きき～「アデランス」CFサウンドロゴ ** 新オバケのQ太郎～「アデランス」CFサウンドロゴ ** SAY YES～「アデランス」CFサウンドロゴ * ロンリーチャップリン * 涙のキッス * 昭和枯れすゝき * 宇宙戦艦ヤマト | 新田一郎                  | ビクター音楽産業 | * シングル * ベストアルバム『The Very Best Of KAEUTA MEDLEY』 * ベストアルバム『ゴールデン☆ベスト』 * ベストアルバム『嘉門達夫BOX 怒濤のビクター・シングルス』 | 「嘉門達夫・浅田美代子」名義でのリリース。                                           |
| 替え唄メドレー紅白バージョン | * 函館の女 * ジュリアに傷心 * 渚のはいから人魚 * ハイティーン・ブギ * プレイバックPart2 * 港のヨーコ・ヨコハマ・ヨコスカ * なごり雪 * 神田川 * クリスマス・イブ * 恋人がサンタクロース * FUNK FUJIYAMA 歌が変わるシリーズ ** ひと夏の経験～およげ!たいやきくん ** てんとう虫のサンバ～ドナドナ ** こまっちゃうナ～ドナドナ ** グリーングリーン～ドナドナ * 三百六十五歩のマーチ * ブルーライトヨコハマ * 涙のキッス * いい湯だな * SAY YES * 蛍の光 | 新田一郎                  | ビクター音楽産業 | * シングル「GO! GO! スクールメイツ」カップリング * ベストアルバム『ゴールデン☆ベスト』 * ベストアルバム『嘉門達夫BOX 怒濤のビクター・シングルス』 | 初出演した『紅白歌合戦』での曲順構成で再録音している、紅白披露時と歌詞が一部異なる。 |
| サザン替え唄大メドレー       | * 勝手にシンドバッド * Bye Bye My Love (U are the one) * 匂艶 THE NIGHT CLUB * C調言葉に御用心 * 真夜中のダンディー * Ya Ya (あの時代を忘れない) * チャコの海岸物語 * エロティカ・セブン * ミス・ブランニュー・デイ * 涙のキッス * メロディ (サザンオールスターズの曲) * 夏をあきらめて * スキップ・ビート * みんなのうた (サザンオールスターズの曲) * いとしのエリー | 工藤隆                    | ビクター音楽産業 | * シングル * アルバム 『娯楽の殿堂』（歌詞が微妙に異なるバージョン）収録。 * ベストアルバム『The Very Best Of KAEUTA MEDLEY』 * ベストアルバム『ゴールデン☆ベスト』 * ベストアルバム『嘉門達夫BOX 怒濤のビクター・シングルス』                                                               |                                                                                      |
| TK替え唄メドレー             | * Body Feels EXIT * masquerade (trfの曲) * 寒い夜だから… * EZ DO DANCE * GOING GOING HOME * 恋しさと せつなさと 心強さと * もっと もっと… * DEPARTURES * Joy to the love (globe) * I BELIEVE (華原朋美の曲) * Feel Like dance * Chase the Chance * BOY MEETS GIRL (曲) * CRAZY GONNA CRAZY * survival dAnce 〜no no cry more〜 * WOW WAR TONIGHT 〜時には起こせよムーヴメント | 新田"ヨロシク"一郎 林有三 | ビクター音楽産業 | * シングル * ベストアルバム『The Very Best Of KAEUTA MEDLEY』 * ベストアルバム『ゴールデン☆ベスト』 * ベストアルバム『嘉門達夫BOX 怒濤のビクター・シングルス』 |                                                                                      |
| TK替え唄メドレー2            | * I'm proud * Overnight Sensation 〜時代はあなたに委ねてる〜 * Love & Peace Forever * SWEET PAIN * BRAVE STORY * In the future * CANDY GIRL (hitomiの曲) * FRIENDSHIP (H Jungle with tの曲) * You're my sunshine * FREEDOM (globeの曲) * Happy wake up! * Hey! Ladies & Gentlemen * Lady Generation * BRAND NEW TOMORROW (TRFの曲) * Don't wanna cry | 工藤隆                    | ビクター音楽産業 | * シングル * ベストアルバム『The Very Best Of KAEUTA MEDLEY』 * ベストアルバム『ゴールデン☆ベスト』 * ベストアルバム『嘉門達夫BOX 怒濤のビクター・シングルス』 |                                                                                      |

1. 新・替え唄メドレー（1997年3月21日 - シングル）
初のDAIPRO-Xレーベルからのリリースであり、同社の第1号タイトルでもある。
アルバム『Oh!My God』収録
ベストアルバム『SINGLE BEST COLLECTION +1 1997-2001』収録
2. 替え唄クラシックメドレー（1997年9月22日 - シングル）
斎藤晴彦の『音楽の冗談』のようにクラシック音楽に詞をつけたもので、厳密には「替え唄」ではない。
アルバム『壷』収録
ベストアルバム『SINGLE BEST COLLECTION +1 1997-2001』収録
3. 替え唄クラシックメドレー（カモメタルバージョン）
上記 同楽曲のメタルロック・リミックスバージョン。
シングル「替え唄クラシックメドレー」カップリング
4. アニメ替え唄スーパーメドレー（1997年12月17日 - シングル）
アルバム『笑う女』収録
ベストアルバム『SINGLE BEST COLLECTION +1 1997-2001』収録
5. ザッツ・替え唄メドレー（1998年8月5日 - シングル）
ベストアルバム『SINGLE BEST COLLECTION +1 1997-2001』収録
6. 替え唄メドレードラゴン（2000年1月21日 - シングル）
シリーズ初のマキシシングルでのリリース。
アルバム『かもたつ』収録
7. 童謡替え唄メドレー（2000年1月21日）
アルバム『かもたつ』収録
8. 替え唄メドレー2001（2001年4月21日 - シングル）
アルバム『劇的な日常』収録
ベストアルバム『SINGLE BEST COLLECTION +1 1997-2001』収録
9. 特選・替え唄メドレー 〜DANCE MIX〜（2001年7月25日 - シングル）
ベストアルバム『SINGLE BEST COLLECTION +1 1997-2001』収録
10. CM替え唄メドレー（2001年10月24日 - シングル）
「替え歌メドレーのテーマ」が「サザン替え唄大メドレー」以来約7年ぶりに使用された。
ベストアルバム『SINGLE BEST COLLECTION +1 1997-2001』収録
11. THE ENKA替え唄メドレー（2002年3月21日 - シングル）
シングル「CHAU!CHAU!CHAU!/THE ENKA 替え唄メドレー」のカップリング。
アルバム『絶対キレイになってやる!』収録
ベストアルバム『TATSUO KAMON SINGLE BEST COLLECTION+3 2002～2004』収録
12. 青春フォーク替え唄メドレー（2003年1月22日 - シングル）
アルバム『達人伝説』収録
ベストアルバム『TATSUO KAMON SINGLE BEST COLLECTION+3 2002～2004』収録
ベストアルバム『“笑い”のさくら咲く〜ギャグセレクション〜』収録
13. 替え唄メドレー2005（2005年10月21日 - シングル）
歌詞にもあるが、替え唄シリーズでのシングルリリース第20弾。
アルバム『元気が出るCD』収録
14. 生出し替え唄メドレー（2005年10月21日）
アルバム『元気が出るCD』収録
15. 続・アニメ替え唄スーパーメドレー（2007年4月25日 - シングル）
アルバム『言葉のチカラ!』収録
ベストアルバム『TATSUO KAMON 25th anniversary SELF COVER BEST!』(セルフカバー)収録
16. 生出し替え唄メドレー2（2007年10月24日）
アルバム『「これさえあればゴハン何杯でも食べられる」と言って2杯で限界になっているアナタへ』収録
17. 新・生出し替え唄メドレー（2008年5月21日)
アルバム『帰ってイモ食うて屁こいて寝よ!』収録
18. 替え唄クラシックメドレー2（2008年5月21日)
アルバム『帰ってイモ食うて屁こいて寝よ!』収録
19. キッズ替え唄メドレー（2011年12月14日）
シングル「アホが見るブタのケツ〜ベスト〜/鼻から牛乳〜キッズバージョン〜」カップリング
20. GO! GO! 替え唄メドレー（2014年4月30日）
アルバム『GO!GO!COME ON!!』収録

## その他の話題
- 「リバーサイドホテル」の替え歌「誰も知らない素顔の八代亜紀」について、Oh!どや顔サミットにて、実際に八代をすっぴんにさせて検証されている。
- 嘉門自身の持ち歌を替え歌にすることがある。例として「鼻から牛乳」の替え歌（「新・替え唄メドレー」に収録）がある。また、浅田美代子とのデュエット曲「デュエット替え唄メドレー」では、浅田の持ち歌である「赤い風船」の替え歌が冒頭に挿入された。
- 多くの替え歌で嘉門がネタにしていた荒井注は、「替え唄メドレー3（完結編）」で自らゲスト出演している。
- COMPLEXの「BE MY BABY」の替え歌で、「BE MY BABY…」を「今井美樹…」にしているものがある（「替え唄メドレー2」に収録）。偶然であるがCOMPLEXのメンバー布袋寅泰はのちに今井と再婚している。
- 替え唄の印税に関しては、作詞作曲印税は、元々の著作者に分配されて、嘉門本人に入ってくるのは歌唱印税のみだと、テレビ東京系のじっくり聞いタロウ内で語られていた。
- 清水アキラが嘉門のものまねで本曲を披露した時は嘉門のまねと自分のレパートリーの歌詞を替え歌にしそのものまねをするという形で披露した。
- 1989年度の『NHK青春メッセージ』に嘉門がゲスト出演した際にメドレーを5分超にわたり熱唱し、来賓席で観覧していた皇太子徳仁親王も苦笑したという逸話がある。
- 嘉門のYouTubeチャンネルに、時事問題を取り上げたオリジナルの替え唄メドレーがアップロードされている[7][8][9]。
- 筒美京平作曲の楽曲の替え歌には、CD化されているものが「ブルー・ライト・ヨコハマ」「赤い風船」「センチメンタル・ジャーニー」「サザエさん」、ライブ限定で歌われるものとして「また逢う日まで」「セクシャルバイオレットNo.1」「わたしの彼は左きき」「木綿のハンカチーフ」「17才」「さらば恋人」「なんてったってアイドル」「サザエさん」（CD化されているものとは別歌詞）「男の子女の子」「ロマンス」「Romanticが止まらない」「魅せられて」などがある[10]。